# Guitarra preparada

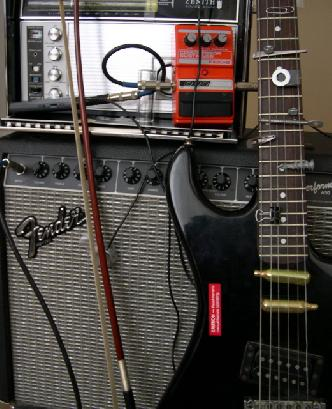
El guitarra preparat

La guitarra preparada és una guitarra el so de la qual ha estat alterat mitjançant la col·locació d'objectes a les seves cordes.
John Cage va ser el primer a fer servir aquesta tècnica al piano.

## Guitarristes
- Derek Bailey
- Glenn Branca
- Fred Frith
- Nikita Koshkin
- Yuri Landman
- Thurston Moore, Sonic Youth
- Lee Ranaldo, Sonic Youth
- Keith Rowe